# ألان كننغهام
كان ألان كننغهام (13 يوليو 1791 - 27 يونيو 1839)، عالم نباتات إنجليزي ومستكشف معروف بشكل رئيسي برحلاته في أستراليا لجمع النباتات.

## حياته السابقة
ولد كننغهام في ويمبلدون، ساري في إنجلترا نجل ألان كننغهام (البستاني الرئيس في ويمبلدون بارك هاوس) والذي جاء من رينفرشاير من اسكتلندا وابن الإنجليزية سارة (ني جوسون/ جيوسون ني ديكن). تلقى ألان كانينجهام تعليمه في مدرسة بوتني الخاصة (أكاديمية القس جون آدمز) ثم ذهب ليعمل في مكتب محامٍ (لينكولن إن كونفيانسر). بعد ذلك حصل على منصب مع وليام تاونسند أيتون المشرف على حدائق كيو وهذا جعله على اتصال بروبرت براون والسير جوزيف بانكس.

## البرازيل وأستراليا (نيو ساوث ويلز)
بناء على توصية بانكس ذهب كانينجهام إلى البرازيل مع جيمس باوي بين عامي 1814 و 1816 لجمع عينات من حدائق كيو. في 28 سبتمبر 1816 أبحر إلى سيدني إذ وصل هناك في 20 ديسمبر 1816 وسكن في باراماتا. من بين استكشافاته الأخرى انضمامه إلى رحلة جون أوكسلي عام 1817 خارج الجبال الزرقاء باتجاه نهري لاشلان وماكاري ومشاركته في الرحلة ومتاعبها التي بلغت 1200 ميل (1،930 كم). وجمع عينات من حوالي 450 نوعًا واكتساب خبرة قيّمة كمستكشف.

## الاستكشاف الساحلي
سافر كننغهام كعالم نبات على متن السفينة إتش إم إس حورية البحر تحت قيادة فيليب باركر كينغ من عام 1817 إلى عام 1820. كانت هذه السفينة تزن 85 طنًا فقط، وأبحروا في 22 ديسمبر 1817 وصلوا إلى كينغ جورج ساوند في 21 يناير 1818. على الرغم من أن إقامتهم كانت قصيرة إلا أنهم قد عثروا على العديد من العينات ولكن الجزر على الساحل الغربي كانت قاحلةً نسبيًا. في نهاية مارس وصلوا إلى جزر جولبورن على الساحل الشمالي واكتشفوا العديد من النباتات الجديدة. وصلوا إلى تيمور في 4 يونيو عام 1818، ثم عادوا إلى المنزل ووصلوا إلى بورت جاكسون في 29 يوليو 1818. وقد جمع كونينغهام خلال هذه الرحلة حوالي 300 نوع وأضافها إلى مجموعته.  
بعد فترة وجيزة من عودته، قام كننغهام برحلة استكشافية جنوبًا من سيدني، حيث صعد إلى قمة جبل كيرا البارزة المطلة على منطقة إيلاوارا والتي يطلق عليها اليوم ولونجونج. في نهاية العام قام برحلة إلى تسمانيا وصولًا إلى هوبارت في 2 يناير 1819. ثم زار لونسيستون وعلى الرغم من أنه غالبًا ما وجد علم النبات مثيرًا للاهتمام إلا أنه لم يجد شيئًا جديدًا بشكل كبير لأن براون كان قد سبقه في اكتشافهم. في مايو ذهب مع كينغ على متن سفين حورية البحر في رحلة ثانية إلى السواحل الشمالية والشمالية الغربية. في هذا الحدث بدؤوا باستكشاف الساحل الشرقي ووجد كننغهام نباتاتٍ عديدة للإضافة إلى مجموعاته. كان أحدها بعد وصول السفينة إلى مصب نهر إنديفور (موقع كوكتون الحديث) في 28 يونيو 1819.
وانتهوا من الإبحار حول أستراليا في 27 أغسطس عندما وصلوا إلى جزيرة فيرنون في مضيق كلارنس. وقاموا بزيارة تيمور مرة أخرى وعادوا إلى سيدني في 12 يناير 1820. بدأت الرحلة الثالثة إلى الساحل الشمالي مع كينغ في 15 يونيو لكنهم واجهوا طقسًا سيئًا أدى إلى فقدانهم الصاري المائل في مقدم السفينة وعادوا أدراجهم من أجل الإصلاحات. وأبحروا مرة أخرى في 13 يوليو 1820 باتباع المسار الشمالي وهكذا أبحروا القارة بأكملها في نهاية المطاف.